# Christopher Samba
Veijeany Christopher Samba (vagy gyakrabban Christopher Samba) (Créteil, 1984. március 28. –) francia születésű kongói labdarúgó. Samba korábbi csapatai az orosz Anzsi Mahacskala, az angol Blackburn Rovers és a Queens Park Rangers, a német Hertha BSC, valamint a francia CS Sedan voltak.

## Pályafutása

### Klubcsapatokban

#### Sedan
Samba Val-de-Marne megyében, Créteil-ben született. Labdarúgó-pályafutását az FC Rouen-nél kezdte, mielőtt a CS Sedanhoz került (itt 26 mérkőzésen játszott a tartalékcsapatban és négyet az első csapatban).

#### Hertha BSC
Németországban töltött szerződése alatt mindössze 20 mérkőzést játszott a Hertha csapatában. Nem igazán sikerült bejutnia a Hertha BSC első csapatába, így megragadta a lehetőséget, amikor Mark Hughes meghívta egy ötnapos próbajátékra a Blackburn Rovers klubhoz. A Herthánál töltött három éve alatt, különböző versenyeken összesen 28 mérkőzésen játszott.

#### Blackburn Rovers
Samba 2007. január 25-én szerződött át három és fél évre a Herthától a Blackburn Rovershez 450 000 fontért. A Roversnél a Luton Town ellen mutatkozott be az FA-Kupa 2006-07-es versenyeinek negyedik körében. A játékba a 69. percben állt be Ryan Nelsen helyére. Az angol bajnokságban január 31-én a Chelsea ellen játszotta első mérkőzését.
Első szezonjában mutatott jó szereplése miatt a 2007–08-as bajnokság kezdetére a kezdőcsapatban találta magát. 2007. október 22-én a Blackburn bejelentette, hogy Samba új, hosszú távú szerződést írt alá, szerződése egészen 2012 nyaráig a csapathoz köti.
Bár általában hátvédként játszik, a Premier League 2008–2009-es szezonjának vége felé több alkalommal csatárként is szerepelt a csapatban. Április 4-én a Blackburn Tottenham elleni, 1–0 arányú vesztes állásnál Samba a második félidő elején állt be, és a Blackburn 2–1 arányban megnyerte a mérkőzést. A csapat menedzsere, Sam Allardyce szerint Samba beállítása volt a „kulcs a győzelemhez”. 2009. április 11-én a következő, Liverpool elleni mérkőzésen, Samba egyedüli csatárként kezdte a mérkőzést, Benni McCarthy a kispadon maradt. A következő mérkőzésen is csatár poszton játszott, ezt a mérkőzést a Blackburn 2–0 arányban nyerte meg a Wigan Athletic ellen. Első gólját a 2009–10-es szezonban az Aston Villa ellen érte el 2009. szeptember 26-án. 2009 novemberében Samba új, ötéves szerződést írt alá a klubbal, így 2014 nyaráig a csapatnál marad. 2009. december 5-én játszotta 95. premier Ligás mérkőzését a Liverpool elleni, gól nélküli döntetlennel végződő meccsen az Ewood Parkban. Századik premier ligás mérkőzését a Fulham ellen játszotta, ismét az Ewood Parkban. A mérkőzés 2–0 arányú győzelemmel végződött, Samba maga is feliratkozott a góllövőlistára egy szögletrúgásból közvetlenül elért góljával. Harmadik premier ligás gólját a 2009–10-es szezonban a Tottenham Hotspur ellen szerezte a 80. percben, a White Hart Lane-en 3–1-re elvesztett mérkőzésen. Ez a fejesgólja volt kilencedik gólja a premier ligában, mióta 2007 elején a Rovershez került.

#### Anzsi Mahacskala
2012 februárjában 14 millió euróért az orosz bajnokságban szereplő Anzsi Mahacskala csapatához szerződött

### A válogatottban
Bár Franciaországban született, Samba a kongói labdarúgó-válogatottban szerepel, első válogatott mérkőzését 2004-ben játszotta, azóta 20-szor szerepelt a nemzeti csapatban.

## Klubstatisztikái
| Klub                | Szezon           | Bajnokság            | Bajnokság | Bajnokság | Kupa  | Kupa  | Ligakupa | Ligakupa | Egyéb | Egyéb | Összes | Összes |
| Klub                | Szezon           | Liga                 | Mérk.     | Gólok     | Mérk. | Gólok | Mérk.    | Gólok    | Mérk. | Gólok | Mérk.  | Gólok  |
| ------------------- | ---------------- | -------------------- | --------- | --------- | ----- | ----- | -------- | -------- | ----- | ----- | ------ | ------ |
| Hertha BSC II       | 2005–06          | Regionalliga Nordost | 12        | 1         | 0     | 0     | —        | —        | 0     | 0     | 12     | 1      |
| Hertha BSC II       | 2006–07          | Regionalliga Nordost | 2         | 0         | 0     | 0     | —        | —        | 0     | 0     | 2      | 0      |
| Hertha BSC II       | Összesen         | Összesen             | 14        | 1         | 0     | 0     | —        | —        | 0     | 0     | 14     | 1      |
| Hertha BSC          | 2005–06          | Bundesliga           | 12        | 0         | 0     | 0     | —        | —        | 0     | 0     | 12     | 0      |
| Hertha BSC          | 2006–07          | Bundesliga           | 7         | 0         | 0     | 0     | —        | —        | 0     | 0     | 7      | 0      |
| Hertha BSC          | Összesen         | Összesen             | 19        | 0         | 0     | 0     | —        | —        | 0     | 0     | 19     | 0      |
| Blackburn Rovers    | 2006–07          | Premier League       | 14        | 2         | 5     | 0     | 0        | 0        | 0     | 0     | 19     | 2      |
| Blackburn Rovers    | 2007–08          | Premier League       | 33        | 2         | 1     | 0     | 3        | 0        | 4     | 1     | 41     | 3      |
| Blackburn Rovers    | 2008–09          | Premier League       | 35        | 2         | 3     | 1     | 1        | 0        | 0     | 0     | 39     | 3      |
| Blackburn Rovers    | 2009–10          | Premier League       | 30        | 4         | 0     | 0     | 3        | 0        | 0     | 0     | 33     | 4      |
| Blackburn Rovers    | 2010–11          | Premier League       | 33        | 4         | 1     | 0     | 2        | 0        | 0     | 0     | 36     | 4      |
| Blackburn Rovers    | 2011–12          | Premier League       | 16        | 2         | 0     | 0     | 1        | 0        | 0     | 0     | 17     | 2      |
| Blackburn Rovers    | Összesen         | Összesen             | 161       | 16        | 10    | 1     | 10       | 0        | 4     | 1     | 185    | 18     |
| Anzsi Mahacskala    | 2011–12          | Orosz Premjer-Liga   | 10        | 1         | 0     | 0     | —        | —        | 0     | 0     | 10     | 1      |
| Anzsi Mahacskala    | 2012–13          | Orosz Premjer-Liga   | 17        | 2         | 0     | 0     | —        | —        | 12    | 1     | 29     | 3      |
| Anzsi Mahacskala    | Összesen         | Összesen             | 27        | 3         | 0     | 0     | —        | —        | 12    | 1     | 39     | 4      |
| Queens Park Rangers | 2012–13          | Premier League       | 10        | 0         | 0     | 0     | 0        | 0        | 0     | 0     | 10     | 0      |
| Anzsi Mahacskala    | 2013–14          | Orosz Premjer-Liga   | 5         | 1         | 0     | 0     | —        | —        | 0     | 0     | 5      | 1      |
| Gyinamo Moszkva     | 2013–14          | Orosz Premjer-Liga   | 10        | 2         | 1     | 0     | —        | —        | 0     | 0     | 11     | 2      |
| Gyinamo Moszkva     | 2014–15          | Orosz Premjer-Liga   | 24        | 4         | 0     | 0     | —        | —        | 13    | 2     | 37     | 6      |
| Gyinamo Moszkva     | 2015–16          | Orosz Premjer-Liga   | 4         | 0         | 0     | 0     | —        | —        | 0     | 0     | 4      | 0      |
| Gyinamo Moszkva     | Összesen         | Összesen             | 38        | 6         | 1     | 0     | —        | —        | 13    | 2     | 52     | 8      |
| Panathinaikósz      | 2016–17          | Szúper Línga 1       | 2         | 0         | 0     | 0     | —        | —        | 4     | 0     | 6      | 0      |
| Aston Villa         | 2017–18          | Championship         | 12        | 1         | 0     | 0     | 2        | 0        | 0     | 0     | 14     | 1      |
| Karrier összesen    | Karrier összesen | Karrier összesen     | 288       | 28        | 11    | 1     | 12       | 0        | 33    | 4     | 344    | 33     |

Jegyzetek
1. ↑  Mérkőzése(i) az UEFA-kupában és az Intertotó-kupában (öt mérkőzés)
2. 1 2 3  Mérkőzése(i) az Európa Ligában